# Ganoderma donkii
Ganoderma donkii är en svampart som beskrevs av Steyaert 1972. Ganoderma donkii ingår i släktet Ganoderma och familjen Ganodermataceae.   Inga underarter finns listade i Catalogue of Life.